# Anochetus oriens
Anochetus oriens är en myrart som beskrevs av Kempf 1964. Anochetus oriens ingår i släktet Anochetus och familjen myror. Inga underarter finns listade i Catalogue of Life.